# Troglohyphantes vasconicus
Espèce
Troglohyphantes vasconicus est une espèce d'araignées aranéomorphes de la famille des Linyphiidae.

## Distribution
Cette espèce est endémique d'Espagne. Elle se rencontre au Pays basque et en Cantabrie dans des cavités. 

## Description
Le mâle holotype mesure 3,88 mm et la femelle paratype 4,12 mm.

## Systématique et taxinomie
Cette espèce a été décrite par Barrientos, Castro et Fernández-Pérez en 2023.

## Étymologie
Son nom d'espèce lui a été donné en référence au lieu de sa découverte, le Pays basque.

## Publication originale
- Barrientos, Prieto, Castro, Fernández-Pérez, Mederos & Brañas, 2023 : « Especies ibéricas del género Troglohyphantes Joseph, 1882 (Araneae, Linyphiidae). » Revista Ibérica de Aracnología, no 42, p. 3-66.